# アル・シャバブ (ソマリア)
アル・シャバブ（アラビア語: الشباب, Al-Shabaab, Ash-Shabaabu）は、ソマリア南部を中心に活動するイスラーム勢力。2012年現在、ソマリアで最も有力なイスラーム勢力であり、ソマリア南部で最も支配地域が広い勢力でもある。ソマリア暫定連邦政府とそれを支援するエチオピア、アメリカ合衆国、アフリカ連合などと対立している。ソマリア南部の都市キスマヨを支配するヒズブル・イスラム、アルカーイダ、エリトリアなどと交流があるとされる。一部日本語メディアでは、「アッシャバーブ」と表記されている。
「シャバーブ」は「若さ/青年」を意味する語で、ヒズブ（党）を付けてヒズブル・シャバーブ（Hizbul Shabaab）と名乗ったり、「2つの移民団の土地の民衆抵抗運動」（Popular Resistance Movement in the Land of the Two Migrations, PRM）と名乗ることもある。

## 組織の概要
アル・シャバブは元はイスラム法廷会議(ICU)の若手強硬派の集まりで、アメリカなどではICUの過激派が分裂したものとみなされている。しかし、ICUとアル・シャバブの関係はそれほど明確なものではない。アル・シャバブはICUがまだ健在の2004年の半ばに結成され、「イスラーム教の敵」と戦う戦士が集まってできたものとされる。現在ではアメリカ合衆国国務省から国務省認定外国テロ集団 (en) に指定されている。ノルウェー警察治安部隊 (en) やスウェーデン治安局 (en) からもテロ集団とされている。
イスラーム教に基づく法体系シャリーアを第一の行動原則としている。例えば罪に対する罰が厳格であり、2008年10月には姦通を行ったとして13歳の少女が石打刑で処刑されたと伝えられている。（この少女は3人の男にレイプされた被害者であるとする報道もある。）また、2009年6月22日には、携帯電話を盗んだ罰として、若者4人の手足を片側ずつ切り落とすとする判決が出されたと報じられている。また、海賊行為にも批判的であり、2008年11月にハラデレ沖で起きた大型タンカーに対する身代金要求事件に関して、死刑に相当する罪だとの声明を発表している。ただしソマリア暫定連邦政府は、アル・シャバブは海賊から武器や身代金の分け前を要求していると伝えている。
また、ソマリア国外のソマリ族居住地域を含めた統一運動を呼びかけている。ただしイスラーム信仰で団結している組織とも言えず、ソマリ族の複雑な部族間関係の影響もあると言われている。2009年1月にソマリア中南部からエチオピア軍が撤退したことにより、その支配地域を一気に広げたが、これにより闘争目標が失われて分裂する可能性も指摘されている。
アル・シャバブのメンバー、とりわけ幹部には非ソマリア出身の外国人が入っていると言われており、ペルシャ湾岸諸国から来た者が多いと見られる。かつてのソマリア人によるイスラム勢力の活動と異なり、アル・シャバブは自爆攻撃を多用しており、これが外国からのメンバーの影響によるものとされている 。国連の2006年の報告書によると、イスラーム過激派の主な支援者は、イラン、リビア、エジプト、ペルシャ湾岸地域出身と見られている。特にエジプトはナイル川の扱いについて上流のエチオピアと対立関係にあり、ソマリア暫定連邦政府を支援するエチオピアの弱体化を狙っているものとみられる。報道でも、アル・シャバブの中心メンバーがエジプトおよびアラブ出身のジハード戦士であるとされることが多く、彼らがソマリ族に最新兵器と自爆攻撃の訓練をしていると伝えている。
ソマリア国外のソマリア人でアル・シャバブを支援する人も多い。その理由として、ソマリア南部をイスラム法廷会議が支配していた時期には治安が安定しておりそれに共鳴するというものだったり、単にアル・シャバブの実態を知らなかったりといったことが挙げられている。

## 活動の歴史

### 無名時代
アル・シャバブの幹部は、2006年初頭にモガディシュで軍閥（ARPCT）と戦った経験を持つ。その成り立ちはよく分かっていないが、古くからのメンバーは「ヒズブル・シャバブ」として2004年初頭に結成された組織だと語っている。アル・シャバブの指導者アブ・マンスール (en) によると、アル・シャバブには外国からの参加者も多いという。イスラーム法廷会議の暫定連邦政府・エチオピア連合軍に対する敗北がほぼ確定する2006年末までに、アル・シャバブの戦力は推定3千から7千の間で変化した。6週間の基礎訓練コースを終了すると兵士として認められた。一部の者はさらにエリトリアに留学してゲリラ戦術と爆発物取扱について訓練を受けた。一部でアル・シャバブの資金源の一つはソマリア海賊であると主張されたが、国際海事機関東アフリカ支部はこれを否定している 。
2006年6月10日、イギリスの新聞ガーディアンは「西側からの救援者4名とテロ組織に反対するソマリ族7人以上が殺害された事件は、イスラーム指導者ハッサン・ダヒール・アウェイスの下と見られるアデン・ハシ・ファラ (en) が主導する無名の組織と関係があると見られる」と報じている。6月15日、アデン・ハシ・ファラは、エリトリアからの武器援助を受けていると報じられた 。7月26日にもアル・シャバブの幹部の一人シェイカ・ムクター・ロボウ・マンスールがエリトリアから武器を提供されたと語ったと伝えられている 。
7月半ば、アデン・ハシ・ファラはソマリ人戦士720名を選んで対イスラエルの義勇兵としてレバノンに派遣した。そのうちソマリアに帰還したのはわずか80名であった。9月にヒズボラのメンバー5名と共に20名が帰還した。その際、アデン・ハシ・ファラの兄弟が勤める送金会社、ダルサン・インターナショナル（Dalsan International）が1000万ドルの使途不明瞭な支出をして倒産した。その理由は「ICU軍の指導者がモガディシュ軍閥（ARPCT）と戦っていた2006年6月、ICUを助けるために大金を流用した」というものであった。
ソマリア暫定連邦政府がエチオピアの力を借りてモガディシュとキスマユを取り戻した直後の2007年1月6日、アル・シャバブの幹部らは逃走中だった。彼らは「逃散前のアル・シャバブのメンバーは1000人ほどいたが、今や武器はほとんど持っていない。それでもエチオピアと非イスラーム政府に対するジハードを続けるべきだとする幹部を援助する人がいる」と語っている（なお「1000人」は他の場面で語られた数よりも少ない）。

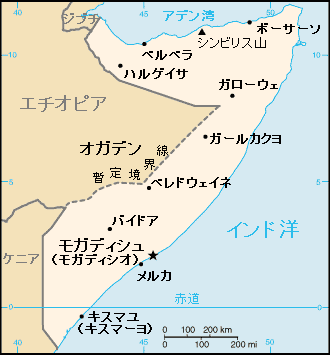
関連地図

### 活動再開
2007年1月19日、ICUよりのウェブサイト、Qaadisiya.comは、「ICUは改組され、『2つの移民団の土地の民衆抵抗運動』（PRM）となった」と報じた。「ソマリ族反政府運動（Somali People's Insurgent Movement, SPIM）」、「ソマリ族抵抗運動（Somali People's Resistance Movement, SPRM）」と報じられたこともある。1月24日には、シェイハ・アブディカディア（Sheikh Abdikadir）がバナディア地区 (en) の指導者についたと発表された。1月31日、アル・シャバブはアフリカ連合平和維持軍(AMISOM)がソマリアに来ることに対して、「ソマリアは諸君らが給料を稼ぐ場所ではない。死ぬ場所だ」との警告を行っている。2月9日、イスラーム支持層が強いモガディシュ北部で、800人のソマリ人がアメリカ、エチオピア、ウガンダの国旗を焼き、アフリカ連合平和維持活動のソマリア平和維持活動(AMISOM)に従事するアフリカ連合と国際連合に抗議を行った。PRMの代表として覆面をした「アブディリサク（Abdirisaq）」は、エチオピア軍の宿泊先は武力攻撃を受けることになるだろうとの警告を行った。2月28日、アメリカ合衆国国務省はアル・シャバブを米国の移民国籍法 (en) （INA）に定める「国外テロ組織」 (U.S. State Department list of Foreign Terrorist Organizations) と認定した。2008年2月のボサソでの爆破事件、2008年のハルゲイサで爆破事件があり、犯行声明は出されていないが、これがアル・シャバブによるものだとして非難声明が出されている。
2008年8月、アル・シャバブはソマリア南部の港湾都市キスマユで、多数の死者を伴う数日間の戦闘の結果、TFG系の勢力であるバーレ・アダン・シレ・ヒラーレ (en) が率いる軍を破って勝利を収めた。キスマユは2007年1月から1年半ぶりにイスラーム勢力の支配圏となった。戦闘により避難した人々は3万5千人に上った。ヒラーレの軍が撤退した後、アル・シャバブはキスマユの治安を安定させるため、地元武装集団に対して武装解除を進めていった。11月20日、アメリカ合衆国財務省はアル・シャバブの幹部3名の米国資産凍結を発表した。2008年後半までにアル・シャバブは首都モガディシュの一部を除き、ソマリア南部の大部分を掌握した。これはかつてのイスラム法廷連合が支配した領域よりも広い。
2009年1月26日にはエチオピア軍が撤退した数時間後に、ソマリア暫定議会があるソマリア南部の都市バイドアを占領した。2009年2月22日にはモガディシュのアフリカ連合軍基地への自動車自爆テロを行い、ブルンジの平和維持軍の少なくとも6名が死亡した。
5月17日にはモガディシュ北部のジョハールを支配した。その後、ユニセフの施設から略奪を行っている。
6月18日にもソマリア中部ベレドウェインのホテルで治安長官のアデンを含む20名が自動車自爆テロで死亡し、アル・シャバブからの犯行声明が出されている。6月20日にはアル・シャバブを中心とする反政府組織が首都モガディシュの大統領官邸を包囲しているとして、大統領により非常事態宣言が出され、ケニア、ジブチ、エチオピア、イエメンなどに24時間以内に軍を派遣するよう要請が出された。
その後もアル・シャバブは活発な活動を続け、8月にオーストラリア陸軍施設へのテロを計画、9月にはウェブ上で全世界に募兵を呼びかけ、11月に対ユダヤ人・イスラエル作戦用の特殊部隊「アル・クッズ旅団」を創設し、2010年に入ると1月にアル・カーイダとの連帯を表明、その後も数件の爆弾テロに関与を疑われるなど、その活動範囲は広がりつつある。また宗教的活動にもひきつづき熱心さを見せ、2009年後半にはムスリムにふさわしくないとして金歯・銀歯はてはブラジャーまでも回収、2010年4月に学校で始業などのベルを鳴らすことは「キリスト教のしるし」として禁止している。
ソマリアにおけるもうひとつのイスラム勢力ヒズブル・イスラムとアル・シャバブは協力関係にあったが、アル・シャバブは思想的に強硬派であり、2009年9月上旬にキスマヨでアル・シャバブ系以外のラジオ局が焼き払われるという事件が起き、緊張が高まった。2009年9月下旬、ヒズブル・イスラムとアル・シャバブは互いに宣戦を布告した。2009年10月上旬にはキスマヨ近郊でアル・シャバブとの戦闘が発生、その後戦闘は各地に飛び火し、アル・シャバブはヒズブル・イスラムの勢力圏を三つに分断しつづけている。2010年2月には、ヒズブル・イスラム側の部将ハッサン・トゥルキーがアル・シャバブへ合流するなど、現在も混沌とした状況は終息していない。
トゥルキーの移籍によって軍事バランスが大きく崩れたことから、2010年度に入ってアル・シャバブは大規模な軍事攻勢に出た。ヒズブル・イスラムの支配地であったゲド州やヒラーン州を次々に攻略し、ついに12月20日にはヒズブル・イスラム議長アウェイスから全面降伏の声明を引き出したが、それが実現されるかどうかは不透明であり、今後は暫定政府やソマリランド、プントランドなど、より安定した政府とアル・シャバブが並び立つことになる。

### モガディシオ撤退
2011年7月から8月にかけて、モガディシオ市内においてアフリカ連合派遣部隊と交戦するも、市内からの撤退を余儀なくされる。また、同年10月にはソマリア南部へケニア軍の陸上部隊が進出（ケニア軍のソマリア侵攻の項参照）したほか翌月にはケニア軍機が爆撃を実施。さらに、同じ時期よりエチオピア国境ではエチオピア軍の侵攻が盛んに報じられるなど、国際的な包囲網が敷かれるようになった一方、リビアのカダフィ政権が崩壊して支援が途絶えたことも打撃となった。
2012年2月、アル・シャバブがアルカーイダへ合流するメッセージがアル・シャハブのサイトに掲載される。サイトには、併せてアルカーイダの指導者ザワヒリのビデオ声明も掲載している。

### キスマユ撤退
2012年9月、ケニア軍を主力とするアフリカ連合部隊は、南部の港湾都市であるキスマユを包囲。9月28日には海岸への揚陸戦を実施し総攻撃の体制を採った。これに対してアル・シャバブは交戦せず9月29日に撤退を開始。掌握下にあった最後の大都市を失った。以後はブラバなどが拠点となっている。
2013年1月、ブラ・マレルにおいて、フランス軍は拉致されていたフランス兵1人の救出作戦を行うが失敗。兵士は死亡し、救出部隊は1人が死亡、1人が捕虜となった。アル・シャバブ側は17人が死亡。
2013年9月21日、隣国ケニアの首都ナイロビの商業施設で、39人が死亡する襲撃事件があり、アル・シャバブが犯行声明を出している。
2013年10月5日、ブラバの拠点が国籍不明の武装ヘリコプターの攻撃を受けるが、アル・シャバブはこれを撃退。
2014年9月5日、アメリカ国防総省は、9月1日に実施した対テロ作戦において、指導者アハマド・アブディ・アウ・ムハンマドを殺害したと発表した。
2015年4月2日、ケニアのガリッサ・ユニバーシティ・カレッジ(ガリッサにある教育大学で、モイ大学の付属校)を襲撃し、学生ら約150人が死亡した。
2015年10月、ソマリア北部のアル・シャバブの一部が離脱してISILに忠誠を誓った（ISILソマリア）。ただし離脱したのは極一部にとどまった。
2017年10月14日、モガディシオ中心部大規模な爆弾攻撃が起き、358人の死者を出した。アル・シャバブが2007年に反政府活動を始めて以降、最大のテロ攻撃となった。

### 2018年
2018年4月28日、プントランド自治政府の支配地域にあるガルカイヨ市内にて自爆テロが発生、レストランにいた軍人5人が死亡、8人が負傷した。アル・シャバブは、反政府派サイトを通して犯行声明を発表した。
2018年11月19日、アメリカ軍がソマリアで2回の空爆を行い、アル・シャバブの戦闘員37人を殺害した。
2018年11月26日、アル・シャバブの戦闘員が、ソマリア中部の都市ガルカイヨ市内に存在するスーフィーの聖廟を襲撃。15人が死亡、10人が負傷した。

### 2019年
2019年1月15日、ナイロビ市内のホテルが武装集団に襲撃される事件が発生。死者21人。事件後、アル・シャバブが犯行声明を出した。
時期や場所については不詳であるが、アル・シャバブ戦闘員がソマリア陸軍の基地を襲撃してソマリア側兵士ら8人が死亡する事件が発生。2019年1月19日、アメリカ軍は報復としてアル・シャバブ側の拠点を空爆し、戦闘員52人が死亡したと発表している。

### 2020年
2020年1月5日、ケニア沿岸部の都市ラムに位置する、アメリカとケニア両軍の基地に対して攻撃を仕掛けたと発表した。
2020年8月16日、モガディシオの「エリート・ホテル」が自動車爆弾攻撃を受けた後に銃撃戦が発生、武装組織が人質を取りホテル内に籠城した。襲撃に関してアル・シャバブが犯行声明を出した。

### 2022年
2022年10月23日 ホテルを襲撃し、直後に犯行声明を出した。